# Čačinci
Čačinci (Hongaars: Csacsince) is een gemeente in de Kroatische provincie Virovitica-Podravina.
Čačinci telt 3308 inwoners. De oppervlakte bedraagt 145,02 km², de bevolkingsdichtheid is 22,8 inwoners per km².
Steden (gradovi): Virovitica · Orahovica · Slatina

Gemeenten (općine): Crnac · Čačinci · Čađavica · Gradina · Lukač · Mikleuš · Nova Bukovica · Pitomača · Sopje · Suhopolje · Špišić Bukovica · Voćin · Zdenci